# Bumthang körzet
Bumthang egyike Bhután 20 körzetének. A fővárosa Jakar. Bumthang közvetlen fordítása: szép terület.

## Földrajz
Az ország északi részén található. Északra tőle Tibet.

## Városok
- Chhumey
- Jakar
- Tang
- Ura

## Gewog-ok
- Chhume Gewog
- Choekor Gewog
- Tang Gewog
- Ura Gewog

## Látnivalók
- Burning-tó
- Kurje kolostor

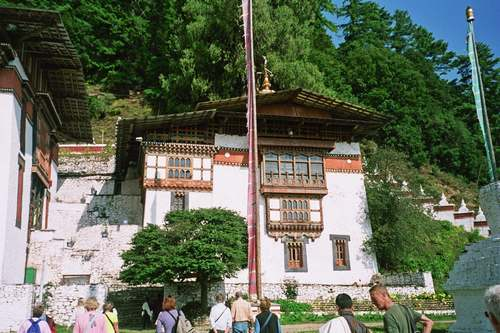
Kurje Lhakhang, Jakar

- Jambay Lhakhang templom a VII. századból.
- Tamshing Lhakhang templom